# Інженерна творчість
Інженерна творчість — творчість, пов'язана з пошуком нових ідей та створенням нових технічних рішень з використанням досягнень фундаментальних наук.
Пошук ідей — найбільш високий рівень творчої діяльності людини і поки що неформалізований, пов'язаний в основному з інтуїцією пошукувача. Необхідно сміливо шукати нові ідеї, фантазувати, тому що  імовірність здійснення сміливих ідей більша, ніж обережних.
Підходи до інженерної творчості базуються на таких системних положеннях:
- при дослідженні об'єкта як системи опис його частини не має самостійного значення;
- специфіка об'єкта не вичерпується особливостями його складових частин, а пов'язана з характером взаємозв'язків між окремими частинами;
- один і той же досліджуваний об'єкт виступає як такий, що має різні характеристики, параметри, функції і структури;
- дослідження системи виявляється, як правило, невід'ємним від дослідження умов її функціонування;
- при дослідженні системи враховується залежність стану усієї системи від стану її частин і навпаки;
- аналіз тільки функціональної характеристики об'єкта досліджень може виявитися недостатнім;
- у випадку, коли джерело зміни стану системи знаходиться у самій системі, це створює передумови для її самокерування.
Інженер (конструктор або технолог) повинен бути не стільки фахівцем, який перебирає відомі варіанти, як дослідником і винахідником нових рішень, творцем і втілювачем нових ідей. При цьому дуже важлива роль інженерного (науково-технічного) прогнозування — передбачення розвитку технічних систем, конструкційних матеріалів, технологій.